# Reuil-en-Brie
Reuil-en-Brie è un comune francese di 864 abitanti situato nel dipartimento di Senna e Marna nella regione dell'Île-de-France.
Famosa l'abbazia di Brie di epoca medioevale.

## Società

### Evoluzione demografica
Abitanti censiti